# Bol'šaja Kugul'ta
La Bol'šaja Kugul'ta (in russo Большая Кугульта?; o Bol'šaja Kugul'ča) è un fiume della Russia europea meridionale  tributario di destra del fiume Egorlyk. Scorre nel Territorio di Stavropol'. Appartiene al bacino del Don.
Nell'alto corso il fiume scorre in direzione nord-nord-est poi gira di 90 gradi verso nord-ovest. Sfocia nell'Egorlyk a 243 km dalla foce. Ha una lunghezza di 112 km. Il bacino del fiume è di 1 310 km². 